# Samuel C. C. Ting
Samuel Chao Chung Ting (丁肇中 pinyin: Dīng Zhàozhōng) (Ann Arbor, Michigan, 1936. január 27. –) kínai–amerikai fizikus, aki 1976-ban kapott Nobel-díjat Burton Richterrel a J/ψ-részecske nevű szubatomi részecske felfedezéséért.
Szülei a Michigani Egyetem hallgatóiként ismerték meg egymást. Röviddel Samuel születése után visszatértek a háborút viselő Kínába. 1956-ban, 20 éves korában, hogy jobb oktatásban részesüljön, visszatért az Egyesült Államokba. Ekkor nem volt komoly angoltudása, és komolyan kellett hajtania, hogy az ösztöndíj, egyetlen pénzforrása, megmaradjon. Három év alatt sikerült fokozatot szereznie matematikából és fizikából, majd L.W. Jones és Martin L. Perl mellett szerzett PhD fokozatot 1962-ben.
Ezután ösztöndíjasként a CERN-be került, ahol Giuseppe Cocconival dolgozott együtt a protonszinkrotronon. Sokat tanult tőle a fizikáról, és megtanulta a kísérletek gondos kivitelezését. 1965 tavaszán visszatért az USA-ba a Columbia Egyetemre, amelyen akkor olyan nagy nevű fizikusokkal találkozhatott, mint például Leon Lederman, Tsung-Dao Lee, Isidor Isaac Rabi, Melvin Schwartz, Jack Steinberger, Chien-Shiung Wu. 1966-ban a hamburgi DESY kutatóintézetbe ment, hogy az elektron- és müonpárok- fizikájával foglalkozzon, és a kvantumelektrodinamika törvényeit vizsgálja. 1971-ben tért vissza az Államokba, hogy nagyobb tömegű új részecskék után kutasson a Brookhaveni Nemzeti Laboratóriumban. 1974-ben egy nem megjósolt új részecskét fedezett föl a csoportjával, az első c (charm)-kvarkot tartalmazó részecskét, a J/ψ-részecskét.
1969 óta az MIT professzora.
1960-ban házasodott először, ebből a házasságból két lánya született (Jeanne és Amy). 1985 óta házasságban él dr. Susan Carol Marks-szal, akivel egy közös fiuk van, Christopher.